# María de Villota
María de Villota Comba (Madrid, España; 13 de enero de 1979-Sevilla, España; 11 de octubre de 2013) fue una piloto de automovilismo española, hija del expiloto Emilio de Villota. Fue piloto de desarrollo de la escudería Marussia F1 Team en 2012, año en el que tuvo un grave accidente realizando un test en el aeródromo de Duxford con ellos, y que causaría su muerte un año más tarde.
El 29 de octubre de 2013 y a título póstumo se le concedió la Medalla de Oro de la Real Orden del Mérito Deportivo.

## Trayectoria deportiva

### Inicios
María, como sus dos hermanos (Isabel y Emilio jr.) se crio en un entorno racing, influenciado por su padre, el expiloto de Fórmula 1 Emilio de Villota, que por entonces aún era piloto de otras categorías de automovilismo y que ya había fundado su Escuela de pilotos, donde tras las clases los tres hermanos iban a ayudar y de paso a aprender de lo que allí se enseñaba. Pese a todas esas vivencias, no fue hasta los 16 años cuando Emilio permitió a su hija competir por primera vez en karting, fue en Cuba en un evento que contaba con expilotos de Fórmula 1 para promocionar allí los deportes de motor. Tras participar dos más en carreras de karting por España y Europa, en 1999 ella y Emilio jr. se apuntan a un programa de selección de Jóvenes pilotos de Movistar para participar en la Fórmula Toyota Castrol. Tras superar las diferentes pruebas María llegó a la final y fue seleccionada como piloto reserva del programa de entre 1500 candidatos.

### Fórmulas nacionales
Tras una lesión del piloto Pablo Alfaro, piloto del programa durante la pretemporada, María pudo subirse a bordo del monoplaza de Movistar para empezar su primer año en la Fórmula Toyota, aunque no dio sus frutos y terminaría prematuramente tras un accidente en la clasificación de la penúltima ronda en el Circuit de Catalunya. Movistar no siguió con el programa en el 2000, así que María se marchó a la escudería Teyco RACE junto a su hermano. Fue séptima en una temporada dominada por Borja García y José Manuel Pérez-Aicart. En 2001 aunque Toyota no siguió apoyando la categoría, ésta siguió viva in-extremis gracias a la RFEDA. María hizo la temporada con Meycom, logrando el subcampeonato siendo sólo superada por su compañero de equipo Juan Antonio del Pino, en la última ronda de Valencia logró su primera victoria en monoplazas.
María había debutado ese año en el Campeonato de España de Fórmula 3 con un coche del Skualo Competición. Sin embargo, no disputó las dos rondas de Albacete y Estoril y reapareció para las 3 últimas. En 2002 disputó toda la temporada con Meycom, consiguiendo como mejor posición un séptimo lugar en el Jarama y terminando con más del doble de puntos que su hermano, quien había continuado con Skualo. Esta temporada logró finalizar las 13 carreras en los puntos. Para 2003 consiguió un asiento en una de las mejores escuderías del campeonato: GTA Motor Competición. Sin embargo los resultados no llegarían y finalizaba decimotercera en la clasificación final, resultado casi idéntico al de la temporada siguiente pilotando con la escudería campeona Racing Engineering. En 2005 disputó su última carrera en la F3, fue en la primera ronda de la temporada con Meycom en un coche de la clase Copa, donde hizo podio.

### Turismos y resistencia
Con nuevas opciones barajables en el horizonte, María disputó las 24 Horas de Daytona en dicho 2005 y repitió (ya había corrido en 2002 quedando tercera) en los 1000km de Hyundai en el Jarama ese año y en 2006, años en los que también se centró en competir en la Ferrari Challenge y el Maserati Trofeo, campeonatos que se interesaron en ella como piloto. En 2007 disputó el ADAC Procar en Alemania siendo tercera tras ser sacada de pista en la última ronda tras estar luchando por el subcampeonato, también corrió algunas carreras en el Español de GT para la escudería italiana Playteam con un Ferrari 360 Modena. En 2006 y 2007 fue invitada por el WTCC para competir en las rondas del Circuit Ricardo Tormo.

### Vuelta a los monoplazas

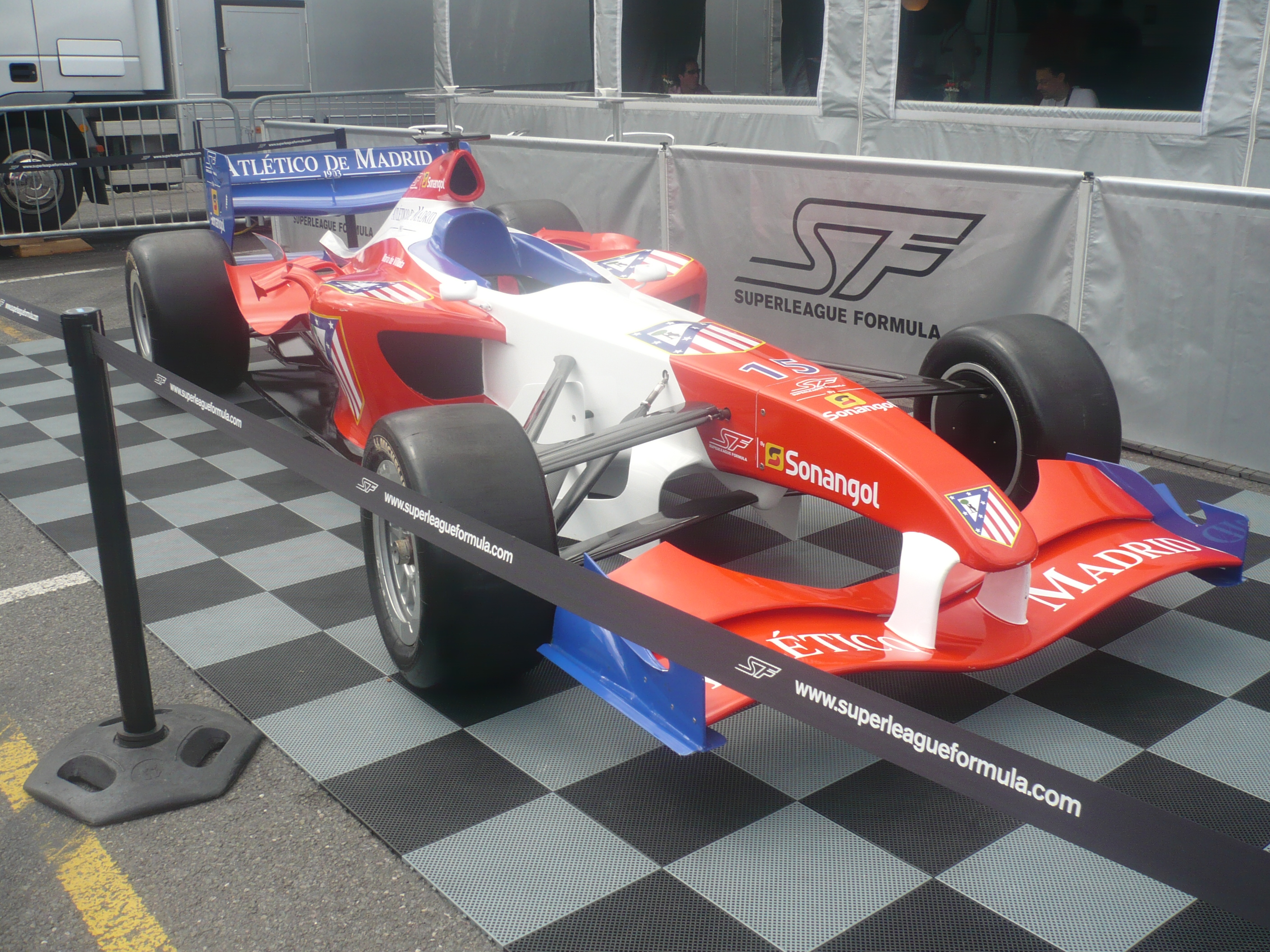
Monoplaza del Atlético de Madrid en la temporada 2010

En 2008 ayudando a ser entrenador en la Escuela de Pilotos pero sin un programa claro sobre la mesa, sólo corre una carrera en la Euroseries 3000 tras la llamada de su padre para sustituir al italiano Matteo Cozzari. Participa en la primera de Spa Francorchamps ya que la segunda se cancela. Esa pequeña experiencia le sirvió como entrenamiento para iniciar la temporada 2009 de la Fórmula Palmer Audi, la cual abandonaría tras tres rondas en favor de la llamada que le hizo la Superleague Fórmula a mitad de la temporada 2009 para sustituir a Ho-Pin Tung en el coche del Atlético de Madrid. Con ellos repetiría prácticamente toda la temporada siguiente, destacando una cuarta plaza en Nürburgring como mejor resultado, y en la primera de las dos rondas que se disputaron en 2011.

### Fórmula 1
Ese mismo año, entraba a colaborar con Renault F1 Team para representarlos en algunos eventos corportativos, llegando a disputar con ellos un test en Paul Ricard con un coche de la temporada 2009. El 7 de marzo de 2012, María de Villota, de 32 años, fue contratada como piloto de pruebas del equipo ruso Marussia. En el mismo comunicado se indicaba que su primer test oficial sería el de jóvenes pilotos que se iba a disputar a final de año en el circuito Yas Marina y no se subiría durante los fines de semana en los libres ya que no disponía de la superlicencia necesaria para poder competir en los Grandes Premios.

#### Accidente de 2012

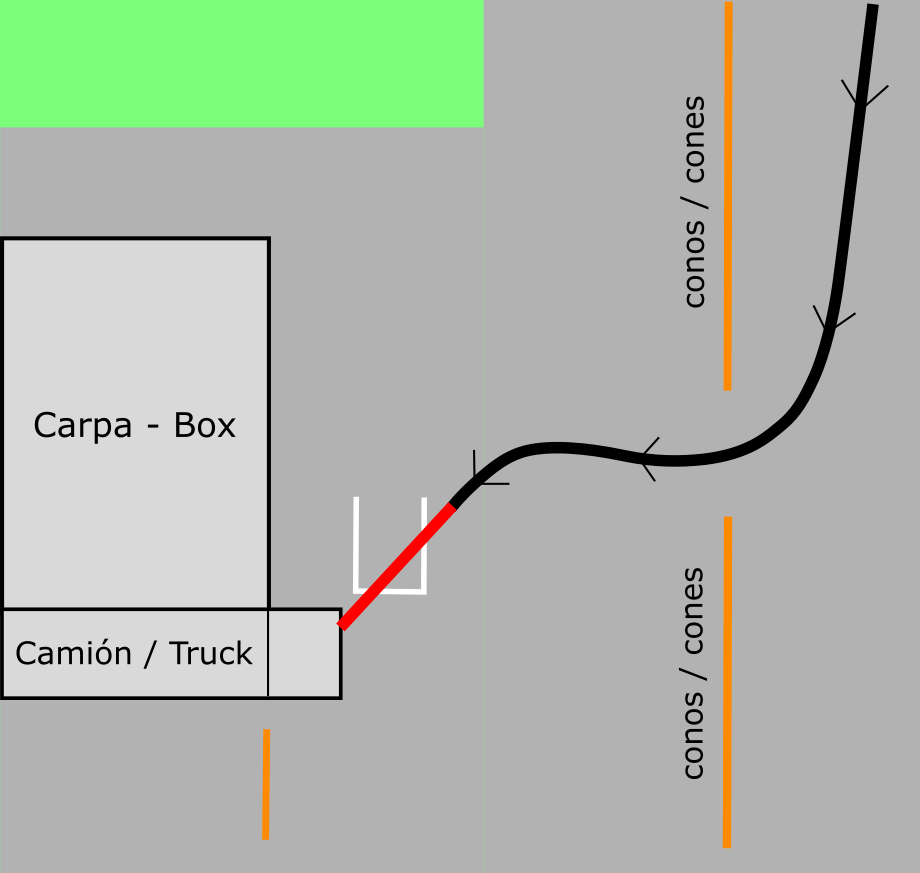
Infografía simple del accidente de María de Villota de 2012 con Marussia F1

Quince días antes de realizar el test aerodinámico previsto con Marussia en el aeródromo de Duxford (Cambridgeshire, Reino Unido), María había realizado el reconocimiento médico y físico en McLaren, donde la declararon apta para el mismo. El 3 de julio de 2012 sobre las 9:30 de la mañana con la pista mojada y sin haber recibido el briefing previsto, se le indica que salga por primera vez a bordo de su Marussia MR01 a realizar una vuelta de instalación. Al volver a la carpa-box, el coche no se le frenó completamente (debido al sistema anticalado) y la cabeza de María impactó contra una rampa de un camión que se había quedado desplegada justamente a esa altura. Un reportero de la BBC que presenció el accidente estimó que el monoplaza viajaba entre 50 y 65 km/h cuando se estrelló. Tardaron una hora en sacarla del automóvil y la llevaron al Hospital Addenbrooke en Cambridgeshire con heridas en la cabeza y la cara que ponían en riesgo su vida.
En un primer comunicado de prensa de Marussia, se descartaron inicialmente motivos técnicos como causa del accidente y se indicaba que la piloto se encontraba en condición crítica pero estable. En esos momentos, sobre el accidente solo se sabía que había colisionado contra un tráiler aparcado a pie de pista y con la rampa a media altura. Tras tres intervenciones quirúrgicas (más de 30 horas) y cinco días en coma su estado pasó de crítico a grave. Como resultado sufrió la pérdida de su ojo derecho y la pérdida total del olfato al cortarle la rampa los canales olfativos, pero no sufrió lesiones neurológicas. Al ver disminuida la capacidad de percibir distancias, le sería imposible volver a participar en la alta competición. El 7 de julio despertó del coma y el 21 de julio fue trasladada al Hospital Universitario La Paz de Madrid, para pocos días después recibir el alta hospitalaria.
El 10 de octubre de 2012 reapareció públicamente en la revista "¡Hola!", dando su primera entrevista tras el accidente. Al día siguiente, 11 de octubre de 2012, realizó una rueda de prensa en la que explicó su proceso de recuperación y en la que aprovechó para agradecer las muestras de apoyo y cariño que estaba recibiendo, tanto de personas públicas como anónimas. A finales de noviembre se sometió a una nueva operación de reconstrucción craneal y ocular.
En 2015 se hicieron públicos los resultados de un informe sobre el accidente realizado por Health and Safety Executive (HSE). En él se concluyó que, si bien el equipo no fue el responsable del accidente, la piloto no recibió información sobre cómo parar el coche en boxes así como de otros sistemas del vehículo. De este modo, tras completar dos vueltas en pista entró en boxes y debido a un incorrecto engranado de las marchas y el sistema anticalado de su coche, María De Villota fue empujada contra el camión.
En 2017 tras años de litigios legales, la familia De Villota y la escudería Manor/Marussia llegan a un acuerdo para poner fin a los juicios, exculpando a María como causa directa del accidente.

## Vida personal

Diseño del casco de María.

María era la mediana de tres hermanos: la mayor Isabel de Villota Comba y el menor Emilio de Villota Comba. Estuvo casada por primera vez entre 2005 y 2008; y se volvió a casar el 28 de julio de 2013 con Rodrigo García Millán (n. 1983), en Santander. Estaba licenciada en Ciencias de la Actividad Física y Deporte y era una de las responsables de la Escuela de Pilotos Emilio de Villota, representante y embajadora del día de la Mujer de la Comunidad de Madrid y embajadora contra la Violencia de Género. Desde marzo de 2013 estuvo encargada de la Categoría de Monoplazas de la Comisión de Pilotos de la FIA, junto a Karun Chandhok y Nigel Mansell.
Era colaboradora y embajadora de la Fundación Ana Carolina Díez Mahou, que ayuda a niños con enfermedades neuromusculares y mitocondriales y previo a su fallecimiento tenía previsto presentar su primer libro La vida es un regalo, el 14 de octubre, publicado por Plataforma Editorial.

### Fallecimiento
El 11 de octubre de 2013 con 34 años su cuerpo apareció sin vida en el Hotel Sevilla Congresos de la capital andaluza, donde había acudido para participar en el congreso Lo que de verdad importa. Según la autopsia posterior, el fallecimiento se produjo por "causas naturales" relacionadas con las lesiones neurológicas que había sufrido en el citado accidente. Su cuerpo fue cremado en la más estricta intimidad por pedido de su familia en el Cementerio de San Fernando y sus cenizas trasladadas a Madrid, siendo depositadas en el panteón familiar de los Villota en la Iglesia de San Ramón Nonato.

## El Legado
Tras su fallecimiento, en 2014 nace El Legado de María de Villota, una iniciativa creada para difundir los valores de la piloto y continuar su labor solidaria junto a las personas enfermas y los colectivos más necesitados, siguiendo su colaboración con la Fundación Ana Carolina Díez Mahou. Congresos, un seminarios abiertos al público y diferentes actividades deportivas son realizadas con fines solidarios bajo la estrella que siempre acompañó a María. Marc Gené, Pedro Martínez De la Rosa, Carlos Sainz Jr., Antonio García y Andy Soucek son o han sido embajadores del legado.

## Resumen de trayectoria
| Temporada | Series                           | Escudería                    | Carreras          | Victorias         | Poles             | VR                | Podios            | Puntos            | Pos.              |
| --------- | -------------------------------- | ---------------------------- | ----------------- | ----------------- | ----------------- | ----------------- | ----------------- | ----------------- | ----------------- |
| 1999      | Fórmula Toyota Castrol 1300      | MoviStar Racing Fórmula      | 6                 | 0                 | 0                 | 0                 | 0                 | 0                 | ?                 |
| 2000      | Fórmula Toyota Castrol 1300      | Teyco Club Jarama RACE       | 9                 | 0                 | 0                 | 0                 | 1                 | 27.5              | 7.ª               |
| 2001      | F3 Española                      | Skualo Competición           | 8                 | 0                 | 0                 | 0                 | 0                 | 19                | 20.ª              |
| 2001      | Fórmula Junior 1300              | Meycom                       | ?                 | 2                 | ?                 | ?                 | ?                 | 112               | 2.ª               |
| 2002      | F3 Española                      | Meycom                       | 8                 | 0                 | 0                 | 0                 | 0                 | 77                | 10.ª              |
| 2002      | Mazda Cup Portugal               | ?                            | ?                 | 0                 | 1                 | 2                 | ?                 | ?                 | ?                 |
| 2002      | 1000 km Hyundai                  | ?                            |                   |                   |                   |                   |                   |                   | 3.ª               |
| 2003      | F3 Española                      | GTA Motor Competición        | 12                | 0                 | 0                 | 0                 | 0                 | 63                | 13.ª              |
| 2004      | F3 Española                      | Racing Engineering           | 12                | 0                 | 0                 | 0                 | 0                 | 13                | 12.ª              |
| 2005      | F3 Española - Clase Copa         | Meycom                       | 2                 | 0                 | 0                 | 0                 | 1                 | 6                 | 11.ª              |
| 2005      | Ferrari Challenge Europa         | Baron Team                   | ?                 | 0                 | 1                 | 0                 | ?                 | 38                | 8.ª               |
| 2005      | Maserati Trofeo                  | ?                            | ?                 | 0                 | 1                 | 0                 | ?                 | ?                 | 6.ª               |
| 2005      | 1000 km Hyundai                  | ?                            |                   |                   |                   |                   |                   |                   | 1.ª               |
| 2005      | 24 Horas de Daytona              | MasterCar Italia             |                   |                   |                   |                   |                   |                   | 24.ª              |
| 2006      | WTCC                             | Maurer Motorsport            | 2                 | 0                 | 0                 | 0                 | 0                 | 0                 | NC                |
| 2006      | Ferrari Challenge Europa         | Baron Team                   | ?                 | 0                 | 0                 | 0                 | ?                 | 45                | 11.ª              |
| 2006      | 1000 km Hyundai                  | ?                            |                   |                   |                   |                   |                   |                   | 2.ª               |
| 2007      | ADAC Procar - Clase 1            | Maurer Motorsport            | 15                | 1                 | 1                 | ?                 | 7                 | 72                | 3.ª               |
| 2007      | WTCC                             | Maurer Motorsport            | 2                 | 0                 | 0                 | 0                 | 0                 | 0                 | NC                |
| 2007      | Campeonato de España de GT - GTA | Playteam srl                 | 6                 | 0                 | 0                 | 0                 | 0                 | 3                 | 21.ª              |
| 2008      | Euroseries 3000                  | Emilio de Villota Motorsport | 1                 | 0                 | 0                 | 0                 | 0                 | 2                 | 23.ª              |
| 2009      | Superleague Fórmula              | Club Atlético de Madrid      | 6                 | 0                 | 0                 | 0                 | 0                 | 202               | 15.ª              |
| 2009      | Fórmula Palmer Audi              |                              | 8                 | 0                 | 0                 | 0                 | 0                 | 46                | 22.ª              |
| 2009      | Trofeo Abarth 500 Europa         | ?                            | 2                 | 0                 | 0                 | 0                 | 0                 | Invitada          | Invitada          |
| 2010      | Superleague Fórmula              | Club Atlético de Madrid      | 17                | 0                 | 0                 | 0                 | 0                 | 265               | 17.ª              |
| 2010      | Campeonato de España de GT - GTS | Alfredo Palencia             | 4                 | 0                 | 0                 | 0                 | 3                 | 20                | 11.ª              |
| 2011      | Superleague Fórmula              | Club Atlético de Madrid      | 2                 | 0                 | 0                 | 0                 | 0                 | 28                | 15.ª              |
| 2012      | Fórmula 1                        | Marussia F1 Team             | Piloto de pruebas | Piloto de pruebas | Piloto de pruebas | Piloto de pruebas | Piloto de pruebas | Piloto de pruebas | Piloto de pruebas |
| Fuente:   |                                  |                              |                   |                   |                   |                   |                   |                   |                   |

## Distinciones honoríficas y homenajes
- Medalla de Oro de la Real Orden del Mérito Deportivo [a título póstumo] (Reino de España, 29/10/2013).[42]
- Premio a la Mujer Líder Española del International Women´s Fórum (IWF) (en la categoría Diversidad) [a título póstumo] (Reino de España, 06/02/2014).[43]
- Premio Honorífico de la Universidad Europea de Madrid.
- Polideportivo María de Villota, del Colegio San Ignacio de Loyola (Torrelodones)[44]
- Parque María de Villota, en el Soto de la Moraleja (Alcobendas).[45]
- Centro Deportivo Municipal María de Villota, del Ayuntamiento de Madrid, en el distrito de Villaverde.[46]
- Monolito del Ayuntamiento de Madrid frente a la parroquia donde está enterrada.[47]
- Nombre de la última curva del Circuito del Jarama (anteriormente curva del Túnel).[48][49]
- Colegio Público de Educación Infantil y Primaria María de Villota en el Ensanche de Vallecas (Madrid).
- Premio Fundación Eduardo Barreiros en el campo de la automoción (2022), por su ejemplo de tesón y espíritu de superación.[50]

## Logros en el automovilismo
María de Villota consiguió las siguientes marcas:
- Primera mujer española en ganar una carrera de monoplazas (2001).
- Única mujer subcampeona de España en una competición nacional de monoplazas (2001).
- Primera mujer en lograr una pole en el campeonato Ferrari Challenge (2005).
- Primera mujer en participar en el Campeonato Mundial de Turismos,[51] en la Superleague Fórmula y en las 24 Horas de Daytona.[52]
- Primera mujer española en pilotar un Fórmula 1.[53]